# Septoria sorbi

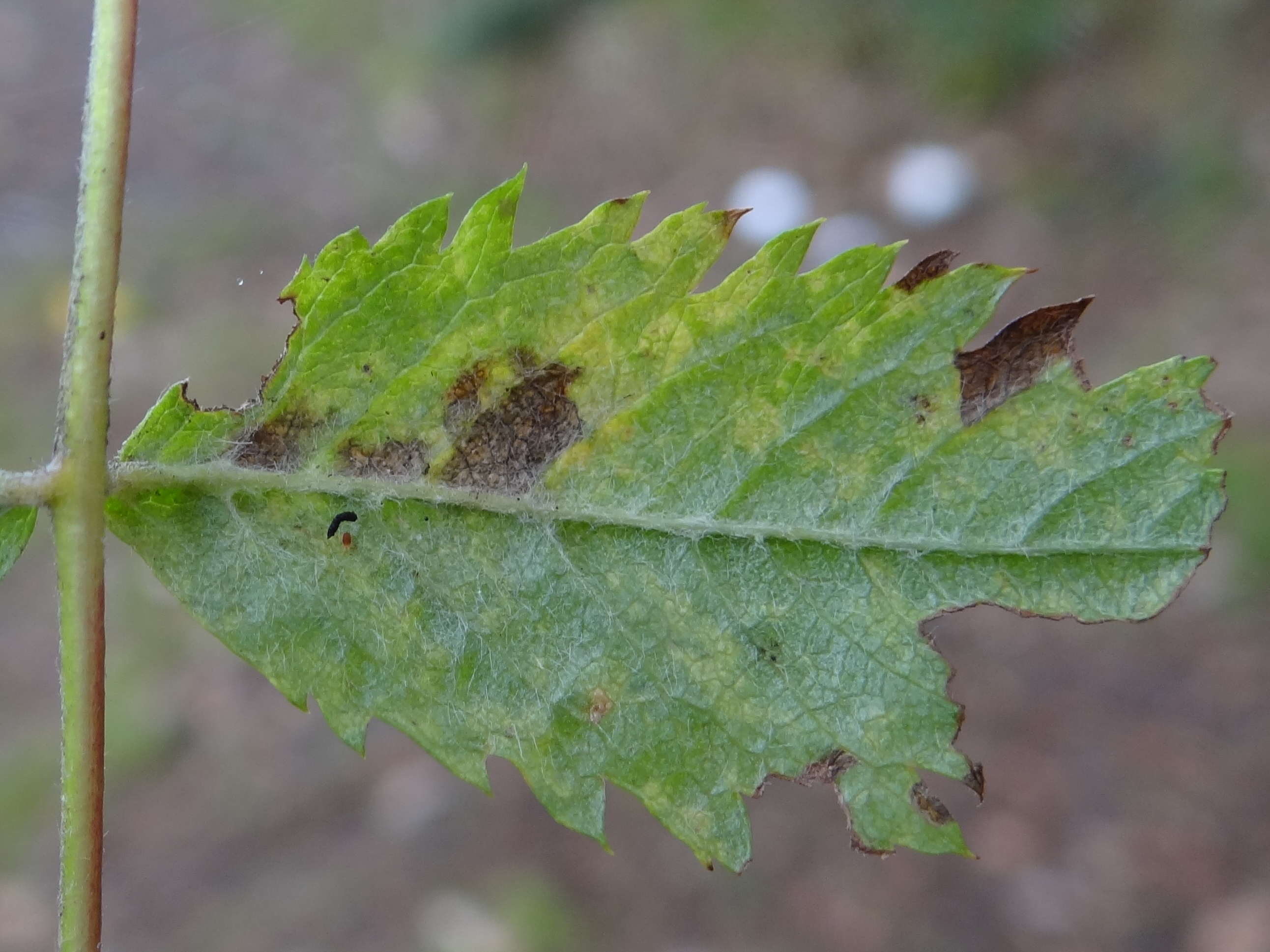
Plamy na dolnej stronie listka jarzębiny

Septoria sorbi Lasch – gatunek grzybów z klasy Dothideomycetes. Grzyb mikroskopijny, pasożyt roślin z rodzaju jarząb (Sorbus). W Polsce notowany na jarząbie pospolitym (Sorbus aucuparia).

## Systematyka i nazewnictwo
Pozycja w klasyfikacji według Index Fungorum: Septoria, Mycosphaerellaceae, Capnodiales, Dothideomycetidae, Dothideomycetes, Pezizomycotina, Ascomycota, Fungi.
Synonimy:
- Phoma sorbi (Lasch) Sacc. 1884
- Phyllosticta sorbicola Allesch. 1898

Agata Wołczańska, autorka monografii rodzaju Septoria opisała go pod nazwą Septoria aucupariae Bres. i synonimizuje go  z Septoria sorbi Lasch.

## Morfologia
Objawy na porażonych roślinach
Endobiont rozwijający się w tkankach roślin. Powoduje plamistość liści. Na listkach jarzębiny w miejscach jego rozwoju powstają nieregularne, wielokątne plamy ograniczone nerwami. Mają rozmiar 2–10 × 2–5 mm i barwę jasnobrązową, pomarańczowobrązową lub żółtobrązową, czasami z cienką, brązową obwódką. Często plamy powstają na brzegach listków. Sąsiednie mogą zlewać się z sobą, wskutek czego plamy mogą zajmować dużą część powierzchni liści.
Cechy mikroskopowe
Na obydwu stronach liści tworzy zanurzone w tkankach pyknidia o średnicy (60–) 78–208 μm. Mają pojedynczą ostiolę, początkowo niewielką, o średnicy 22–26 μm, w dojrzałych pyknidiach dużo większą – o średnicy 60–160 μm. Konidia wąskomaczugowate, łukowato wygięte, przezroczyste i bezbarwne z zielonkawym odcieniem, o wymiarach 44–70 × (2,5–) 4–3,5 μm. 

## Występowanie
Występuje w większości krajów Europy, w niektórych rejonach Azji (Kazachstan, Kirgistan, Rosja, Uzbekistan) oraz w Ameryce Północnej (USA i Kanada). W Polsce do 2013 r. podano w piśmiennictwie naukowym kilka stanowisk, wszystkie na jarząbie pospolitym.